# Warcraft Adventures: Lord of the Clans
Warcraft Adventures: Lord of the Clans je zrušená počítačová hra typu adventura, vyvíjená společností Blizzard Entertainment od roku 1996. V květnu 1998 byl vývoj hry blízko před vydáním ukončen.

## Děj
Děj se odehrává dva roky po událostech ve druhém díle Warcraft II: Beyond the Dark Portal. Lidská Aliance zde porazí orkskou Hordu, a velká část domovského území Orků Draenor je poté začleněna do lidské říše Azeroth. Poražení Orkové, kteří zůstali na Azerothu žijí v rezervacích a v otroctví. Šířil se mezi nimi alkoholismus a pasivita. Hráč převezme roli Thralla, Orka vychovaného od dětství jako otroka lidským poručíkem Blackmoorem, který našel Thralla na bitevním poli během první války ve Warcraft: Orcs & Humans. Blackmoore nikdy neumožnil Thrallovi setkat se s jinými Orky a snažil se ho vychovat jako pěšáka pro svou armádu.
Hra začíná v cele lidské pevnosti, do které je Thrall poslán Blackmoorem, kvůli neuposlechnutí rozkazu popravit jiného Orka. Thrall utíká z pevnosti a prozkoumává vnější svět Azerothu, kde se setká s dalšími Orky. Později se ukáže, že Thrall je syn Durotana, vůdce bojové frakce Orků Frost Wolf Clan. Zjišťuje, že jeho otec byl zabit Orky Rend a Maim Blackhand, kteří se spojili s Blackmoorem. Thrall poté sjednocuje kmeny Orků s cílem zaútočit na pevnost Blackmoora.

## Vývoj

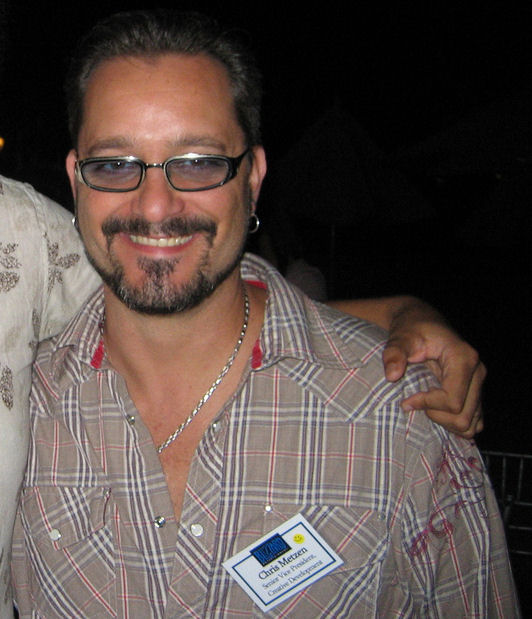
Chris Metzen napsal pro hru scénář

Práce na hře započal Blizzard Entertainment koncem roku 1996. Projekt a design vznikl v Irvine v Kalifornii a kód a animace byly vyvíjeny divizí Animation Magic, nejprve v Bostonu a poté v ruském Petrohradu. Roku 1998 měl animační tým v ruské kanceláři asi 100 členů. Jihokorejské animační studio Toon-Us-In se podílelo na výrobě animovaných scén. Scénář měl na starosti Chris Metzen. Na dabingu se podíleli Peter Cullen, Bill Roper, Clancy Brown a Tony Jay.
Hra měla původně vyjít před Vánocemi roku 1997 pro Windows 95 a Mac OS, ale Blizzard nebyl s výsledky spokojen a vydání bylo odloženo na příští rok. Dne 22. května 1998 byla hra definitivně zrušena. Podle Blizzardu hra nedosahovala kvality firemních standardů. Tou dobou už hra přímo konkurovala vizuálně lepšímu The Curse of Monkey Island a LucasArts začali předvádět svou 3D adventuru Grim Fandango. BonusWeb.cz označil v roce 2013 Warcraft Adventures za nejikoničtější zrušenou hru.

## Uniklé verze
Ruský fanoušek „MAN-Biker“ zveřejnil v roce 2010 prostřednictvím videa na YouTube herní záběry z Warcraft Adventures. Podle časopisu PC Gamer získal tuto kopii od jednoho ruského herního vývojáře na konci roku 2000, ačkoli tento vývojář osobně nepracoval přímo na této hře. Po smazání videa zveřejnil MAN-Biker v roce 2014 video s dohráním hry od začátku do konce, tato verze hry však postrádala animované scény. Kompletně dohratelná hra Warcraft Adventures včetně animovaných scén unikla na internet 9. září 2016, kdy ji zveřejnil ruský fanoušek Blizzardu s přezdívkou „Reidor“. Brzy poté unikla také verze z videí MAN-Bikera. Blizzard reagoval požadavkem na zastavení šíření hry weby a peer-to-peer aplikacemi na sdílení souborů, které hru hostovaly, což již k zastavení jejího šíření nezabránilo. Kromě původní uniklé verze byla krátce po jejím vydání k dispozici upravená verze od českého fanouška „IllidanS4“, která vychytala mnoho chyb a obsahuje také extraktor, který extrahuje všechny textury, zvuky atd. Německý fanoušek „DerSilver83“ také zpřístupnil všechny cutscény s většinou zvuků a restauroval animace. Titulky uniklé verze byly později přeložené do španělštiny, francouzštiny a ruštiny.